# Music Inspired by Lord of the Rings
Pour l'album de Mostly Autumn, voir Music Inspired by The Lord of the Rings.
Albums de Bo Hansson
Magician's Hat
(1972)
Music Inspired by Lord of the Rings est un album du musicien suédois Bo Hansson. Cet album-concept de rock progressif, entièrement instrumental, est inspiré du roman de J. R. R. Tolkien Le Seigneur des anneaux. Il sort en Suède fin 1970 sous le titre Sagan om ringen, puis paraît dans le reste du monde sous son titre anglais deux ans plus tard. Il rencontre un succès modéré dans le monde anglo-saxon, se classant dans les hit-parades britannique et américain, et reste le disque le plus connu de Bo Hansson, réédité à plusieurs reprises.

## Genèse et enregistrement

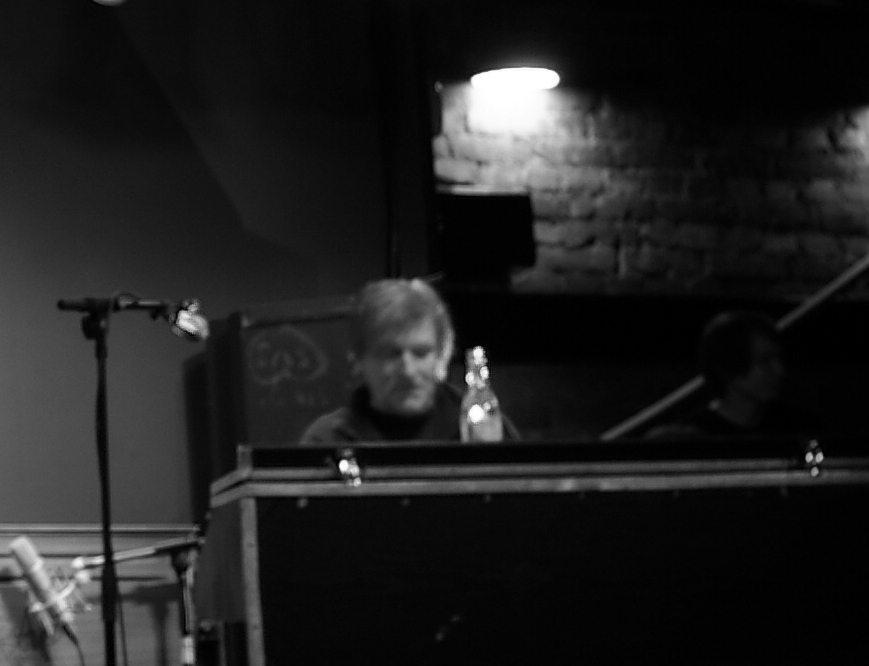
Bo Hansson en 2007.

Bo Hansson devient célèbre dans sa Suède natale au sein du duo de rock psychédélique Hansson & Karlsson, qui publie trois albums entre 1967 et 1969,. Le tandem se sépare au début de l'année 1969, lorsque Janne Carlsson décide d'arrêter la musique pour se consacrer à sa carrière de comédien et de présentateur de télévision. Vers la même période, Hansson se plonge dans l'œuvre de J. R. R. Tolkien après qu'une petite amie lui a fait découvrir Le Seigneur des anneaux,. Installé dans l'appartement d'un ami, il commence à travailler sur une adaptation musicale du roman et produit quelques démos de son futur premier album,.
Hansson entre en contact avec l'ingénieur du son Anders Lind, fondateur du label Silence Records, avec l'idée d'enregistrer un album inspiré du Seigneur des anneaux. Ses démos plaisent à Lind, qui accepte de publier l'album. Toutefois, cette petite maison de disques n'a pas les moyens de louer suffisamment longtemps un studio d'enregistrement pour Hansson, et il faut donc aménager en studio de fortune un petit chalet sur l'île d'Älgö, dans l'archipel de Stockholm,,. Hansson et Lind passent la fin de l'année 1969 à travailler sur l'album dans ce chalet, avec l'aide de quelques musiciens de studio et amis, avant d'y mettre les dernières finitions au studio Decibel de Stockholm au début de l'année suivante,. Hansson souhaiterait inclure davantage d'instruments, notamment un ensemble de cordes et une harpe, mais le budget limité alloué par Silence Records l'oblige à enregistrer l'essentiel de l'album avec de simples claviers électroniques, dont un Moog.

## Parution et succès
L'album paraît en Suède en décembre 1970 chez Silence Records, sous le titre Sagan om ringen. La traduction suédoise du Seigneur des anneaux porte le même titre, qui signifie littéralement « la saga de l'anneau ». L'album connaît un succès commercial honnête, et la station de radio nationale Sveriges Radio P3 en diffuse fréquemment des extraits. Après cette première parution, Hansson produit de nouvelles compositions inspirées du livre de Tolkien, et les versions ultérieures de l'album contiennent donc trois titres supplémentaires par rapport à la version originale suédoise.
La popularité de l'album dépasse les frontières de son pays d'origine, et en 1972, le label de Tony Stratton-Smith, Charisma Records, en obtient les droits sur le marché international. L'album doit toutefois être rebaptisé Music Inspired by Lord of the Rings, à la demande de Tolkien et de sa maison d'édition Allen & Unwin,. Le contenu de l'album leur est également soumis, comme l'explique Hansson dans une interview donnée au magazine NME en novembre 1972 : « À la base, je voulais utiliser des voix, peut-être une soprano féminine, mais lorsque nous avons contacté George Allen and Unwin, ils ont opposé un non ferme à cette idée. Il nous a donc fallu utiliser l'expression « inspirée » du Seigneur des anneaux, et nous avons dû nous en tenir à un album purement instrumental ».
Charisma Records publie l'album en septembre 1972, à grand renfort de publicité télévisuelle,, avec une nouvelle pochette réalisée par Jane Furst et un texte de présentation rédigé par Stratton-Smith. Des milliers de pré-commandes sont enregistrées rien qu'au Royaume-Uni, et à sa sortie, l'album devient rapidement populaire parmi les fans de rock progressif,. Le thème de l'album et sa musique étrange et irréelle sont à la mode au début des années 1970, époque où les livres de Tolkien rencontrent un succès inégalé chez les étudiants,,. L'album atteint la 34e place du hit-parade britannique en novembre 1972, et la 154e position du classement américain Billboard Top LPs & Tapes en mai 1973 ; il est certifié disque d'or au Royaume-Uni et en Australie. Aucun single n'en est officiellement tiré, même si Charisma publie un single de promotion contenant la chanson The Black Riders & Flight to the Ford en 1974.

## Rééditions
Music Inspired by Lord of the Rings est réédité chez Charisma Records en 1977 avec une nouvelle pochette réalisée par l'illustrateur de fantasy Rodney Matthews. En 1979, PVC Records réédite l'album aux États-Unis avec sa pochette de 1972.
La première édition au format CD de l'album date de 1988. Cette « version longue » comprend onze titres supplémentaires, tirés des deux albums suivants de Bo Hansson, Magician's Hat et Attic Thoughts. En 1993, Resource Records propose une nouvelle version remixée, sans titres bonus,. En 2002, Silence et Virgin Records rééditent une nouvelle fois l'album, avec un titre bonus inédit intitulé Early Sketches from Middle Earth (Tidiga Skisser Från Midgård),.

## Critique et analyse
Avec le recul, de nombreux critiques considèrent l'album comme un classique du rock progressif, et comme le meilleur album de Hansson,. Hansson apparaît également comme l'un des premiers multi-instrumentistes du rock (outre les claviers, il assure les parties de guitare et de basse), annonçant les carrières de musiciens comme Mike Oldfield, Rick Wakeman ou Brian Eno. Dans son ouvrage The Billboard Guide to Progressive Music, Bradley Smith le décrit comme « l'un des premiers classiques de space music » ; sur AllMusic, Bruce Eder affirme qu'il s'agit d'« un des rares albums de rock progressif instrumental qui tienne encore la route après des écoutes répétées ». Dans The Strawberry Bricks Guide to Progressive Rock, Charles Snider rapproche les tons d'orgue, « calmes mais sinistres », du son de Pink Floyd, un parallèle également dressé par Nigel Camilleri, qui critique par ailleurs la monotonie générale du disque et le son daté de ses claviers. David Bratman porte également un regard négatif sur le son des claviers. Selon lui, le disque ne s'est pas vendu pour ses qualités intrinsèques, mais seulement parce qu'il était le seul album de musique inspirée par Tolkien au moment de sa sortie.
Dans son article Musical Middle Earth, K. J. Donnelly analyse brièvement Music Inspired by Lord of the Rings, qu'il définit comme « davantage basé sur des textures que sur des mélodies ou des rythmes ». Il avance des comparaisons avec Popol Vuh (le « jazz-rock impressionniste » de Leaving the Shire), Jethro Tull (les éléments folk rock de The Old Forest and Tom Bombadil), Mike Oldfield (l'allure enlevée de Shadowfax), ou même la bande originale de Vampyros Lesbos par Manfred Hübler et Siegfried Schwab (l'exotisme de The Black Riders).

## Titres
Toutes les chansons sont composées par Bo Hansson. Les titres entre parenthèses sont ceux de la version suédoise de l'album.

### Face 1
1. Leaving Shire (Första Vandringen) – 3:28
2. The Old Forest & Tom Bombadil (Den Gamla Skogen - Tom Bombadil) – 3:43
3. Fog on the Barrow-Downs (I Skuggornas Rike) – 2:29
4. The Black Riders & Flight to the Ford (De Svarta Ryttarna - Flykten Från Vadstället) – 4:07
5. At the House of Elrond & the Ring Goes South (I Elronds Hus - Ringen Vandrar Söderut) – 4:40

### Face 2
1. A Journey in the Dark (En Vandring I Mörker) – 1:10
2. Lothlorien (Lothlorien) – 4:01
3. Shadowfax (Skuggfaxe) – 0:51
4. The Horns of Rohan & the Battle of the Pelennor Fields (Rohans Horn - Slaget Vid pelennors Slätter) – 3:57
5. Dreams in the House of Healing (Drömmar I Läkandets Hus) – 1:56
6. Homeward Bound & the Scouring of the Shire (Hemfärden - Fylke Rensas) – 2:54
7. The Grey Havens (De Grå Hamnarna) – 4:57

### Titres bonus de la réédition de 1988
Les titres 13 à 18 proviennent de l'album Magician's Hat, et les titres 19 à 23, de l'album Attic Thoughts.
1. Findhorn's Song – 1:36
2. Before the Rain – 1:30
3. Fylke – 1:52
4. Playing Downhill into the Downs – 1:45
5. Wandering Song – 3:16
6. Excursion with Complications (Part One) – 1:55
7. Rabbit Music - Intro – 0:38
8. Attic Thoughts - Repose – 2:18
9. Attic Thoughts - Wandering – 2:23
10. Rabbit Music - Fiver – 2:43
11. A Happy Prank – 3:17

### Titre bonus des rééditions de 2002
1. Early Sketches from Middle Earth (Tidiga Skisser Från Midgård) – 8:52

## Musiciens
- Bo Hansson : orgue électronique, Moog, guitare, basse, production
- Rune Carlsson : batterie, congas
- Gunnar Bergsten : saxophone
- Sten Bergman : flûte
- Anders Lind : production, ingénieur du son
- Peter Lindholm : pochette originale (1970)
- Jane Furst : pochette internationale (1972)
- Rodney Matthews : pochette internationale (1977)